# Wild West Guns
Wild West Guns est un jeu vidéo de tir sorti en 2008 sur Wii à partir de la plate-forme de téléchargement WiiWare. Le jeu a été développé et édité par Gameloft et propose au joueur une ambiance de type Western.

## Accueil
- IGN : 6,8/10[1]